# Myotis albescens
Myotis albescens  (E.Geoffroy, 1806) è un pipistrello della famiglia dei Vespertilionidi diffuso nell'America centrale e meridionale.

## Descrizione

### Dimensioni
Pipistrello di piccole dimensioni, con la lunghezza della testa e del corpo tra 48 e 62 mm, la lunghezza dell'avambraccio tra 33 e 38 mm, la lunghezza della coda tra 31 e 39 mm, la lunghezza del piede tra 8 e 11 mm, la lunghezza delle orecchie tra 12 e 15 mm e un peso fino a 8 g.

### Aspetto
La pelliccia è lunga, soffice, densa e setosa. Le parti dorsali sono color marrone scuro, con le punte dei peli giallastre, in particolare sulle spalle e la schiena. Le parti ventrali sono marrone scuro con le punte dei peli grigiastre sul mento e sul collo e completamente bianche dall'addome fino alla base della coda. Il muso è lungo e tozzo. Le orecchie sono relativamente corte e arrotondate. Il trago è lungo e appuntito, leggermente curvato in avanti. Le membrane alari sono bruno-nerastre e attaccate posteriormente alla base delle dita dei piedi, i quali sono grandi. L'estremità della lunga coda si estende oltre l'ampio uropatagio, il quale ha il margine libero frangiato. Il calcar è sottile. Il cariotipo è 2n=44 FNa=50.

### Ecolocazione
Emette ultrasuoni sotto forma di impulsi di breve durata a frequenza modulata iniziale di circa 75 kHz, finale di 43–46 kHz e massima energia alla fine.

## Biologia

### Comportamento
Si rifugia singolarmente o in piccoli gruppi all'interno di edifici ed altre strutture artificiali, sotto le fronde delle palme e in tetti di capanne, sotto le cortecce esfoliate e nelle cavità degli alberi, più raramente in fessure e crepacci rocciosi. entra in uno stato di torpore diurno a temperature esterne tra 5 e 25 °C o quando le colonie sono molto piccole. L'attività predatoria inizia subito dopo il tramonto, con due picchi all'inizio e appena prima dell'alba. Il volo è lento ed effettuato molto vicino al suolo.

### Alimentazione
Si nutre di insetti, particolarmente coleotteri, ditteri e lepidotteri e talvolta anche di piccoli pesci.

### Riproduzione
Danno alla luce un piccolo alla volta 2-3 volte l'anno dopo una gestazione di circa 3 mesi. Gli accoppiamenti avvengono in maggio, l'ovulazione, la fertilizzazione e l'impianto embrionico a luglio, 1-3 mesi dopo la copulazione, indice di un possibile deposito spermatico e ritardo nell'impianto. Il primo picco delle nascite si verifica ad ottobre, seguito da una seconda gravidanza e possibilmente da una terza a gennaio, febbraio e marzo. L'allattamento dura circa un mese. I maschi diventano maturi sessualmente a meno di un anno, mentre le femmine a due mesi.

## Distribuzione e habitat
Questa specie è diffusa nell'America centrale dallo stato messicano meridionale di Veracruz al Guatemala centrale, Honduras, Nicaragua, El Salvador, Costa Rica, Panama e nell'America meridionale dal Venezuela, Colombia, Guyana, Suriname, Guyana francese, Ecuador, Brasile, Perù orientale, Bolivia, Paraguay, Uruguay fino all'Argentina settentrionale e nord-orientale.
Vive in diversi tipi di habitat fino a 1.500 metri di altitudine.

## Conservazione
La IUCN Red List, considerato il vasto areale, la popolazione presumibilmente numerosa, la presenza in diverse aree protette e la tolleranza alle modifiche ambientali, classifica M.albescens come specie a rischio minimo (Least Concern)).